# 普適教育
普適教育（英語：Ubiquitous education）是一種透過普适计算（Ubiquitous computing）概念而達成的嶄新教學理念。在普适教育的模式下，學員能够在任何时间、任何地点、以任何方式进行自學活動。普適教育大致上可分為離線移動學習及可攜式評估兩部分。

## 離線移動學習
離線移動學習是普適教育的其中一種可能。因應流動電腦設備和無線電腦網絡的迅速發展，使離線移動學習從早期依賴手提電腦演變為個人數碼助理（如：袋裝電腦、智能電話、掌上電腦）的使用。尤其是當個人數碼助理在香港學校的教學中逐漸普及，不少學校都透過申請優質教育基金或透過私人撥款而參與離線移動學習的研究。然而，由於現時適用於離線移動學習的軟體系統並不多，而在歐美地區所開發的系統亦因語言上的不同而未能在香港的學校使用，使軟件開發成為了當地推行離線移動學習的一大障礙。即使有成功的例子，亦是透過跟軟體開發商合作而達至成功。
2007年2月，香港的順德聯誼總會翁祐中學已開展「離線移動學習系統」 （页面存档备份，存于）的研發，並於2007年6月將該系統的使用權公開給全港中、小學。該系統的另一特點是可與現有的內聯網系統作整合。歡迎向該校廖萬里老師或「『移動學習』共享園地」 （页面存档备份，存于）查詢。

## 可攜式評估
另外，移動學習的出現，亦推使出離線評估的需要。所以，除了離線移動學習以外，現時亦有不少學校研究「可攜式評估」的可行性。過往，可攜式評估主要局限於大專院校，例如香港的香港大學醫學院及中文大學醫學院都曾嘗試過在考試中加入可攜式評估，讓考生利用掌上電腦來記錄對病人的觀察，並作答預載於掌上電腦裡的問題。現時，在香港有不少中、小學亦透過可攜式評估來提高評估的多樣性。

## 參看
- 全方位學習
- 未來學校計劃
- 可攜式評估

## 外部連結
- 具成效的資訊科技教育案例：
  - 「戶外無牆教室」- 第一階段（順德聯誼總會翁祐中學 （页面存档备份，存于））
  - 戶外無牆學習 - 社會教育科（順德聯誼總會翁祐中學 （页面存档备份，存于））
  - 戶外無牆學習 - 綜合科學科（順德聯誼總會翁祐中學 （页面存档备份，存于））
  - 戶外無牆學習 - 地理科（順德聯誼總會翁祐中學 （页面存档备份，存于））
  - 透過無線數碼校園計劃及推行電子書包計劃建立學校無線網絡 （页面存档备份，存于）（鳳溪第一小學）
  - 無線戶外學習「遊園觀禽鳥」（保良局朱正賢小學）
- 順德聯誼總會翁祐中學 （页面存档备份，存于）
  - 移動學習 （页面存档备份，存于）
    - 離線移動學習 （页面存档备份，存于）
    - 多媒體導賞 （页面存档备份，存于）
    - 戶外無牆教室 （页面存档备份，存于）
- 「移動學習」共享園地 （页面存档备份，存于）（廖萬里老師 （页面存档备份，存于））